# Tichon (Jemieljanow)
Tichon, imię świeckie Leonid Grigorjewicz Jemieljanow (ur. 2 czerwca 1948 w Woroneżu) – biskup Rosyjskiego Kościoła Prawosławnego. 

## Życiorys
Po ukończeniu ośmiu klas szkoły podstawowej pracował w fabryce jako robotnik fizyczny, kontynuując edukację w szkole wieczorowej. W trybie zaocznym ukończył również technikum. Następnie odbył obowiązkową służbę wojskową i w 1974 r. rozpoczął naukę w seminarium duchownym w Moskwie. 4 grudnia 1978 r. przyjął święcenia diakońskie. Od tego samego roku pracował w redakcji pisma Żurnał Moskowskoj Patriarchii – oficjalnego organu prasowego Patriarchatu Moskiewskiego.
19 marca 1981 złożył wieczyste śluby zakonne w Ławrze Troicko-Siergijewskiej, gdzie 1 maja tego samego roku przyjął również święcenia kapłańskie. W tym samym roku uzyskał dyplom Moskiewskiej Akademii Duchownej. Od 1983 r. zastępca przewodniczącego wydziału wydawniczego Rosyjskiego Kościoła Prawosławnego, zaś od 1984 r. nosił godność archimandryty.
W 1986, zwolniony z dotychczasowych funkcji, przez pół roku zamieszkiwał w ławrze Troicko-Siergijewskiej, po czym został przeniesiony do zwróconego Cerkwi Monasteru Daniłowskiego w Moskwie. Od 12 maja 1987 r. był jego przełożonym; za zasługi w odbudowie życia monastycznego w tymże klasztorze otrzymał krzyż patriarszy.
25 stycznia 1990 r. Święty Synod Rosyjskiego Kościoła Prawosławnego wyznaczył go na biskupa nowosybirskiego i barnaulskiego; uroczysta chirotonia biskupia miała miejsce 19 sierpnia 1991 r. W 1994 r. jego tytuł został zmieniony na biskup nowosybirski i tomski. 16 czerwca 1995 r. Synod odwołał go z katedry nowosybirskiej, powierzając mu stanowisko przewodniczącego Rady Wydawniczej Patriarchatu Moskiewskiego, tytularnego biskupa bronnickiego, wikariusza eparchii moskiewskiej. Od 28 sierpnia tego samego roku był dodatkowo proboszczem parafii Wszystkich Świętych w dzielnicy Sokoł w Moskwie. 25 lutego 2000 r. został podniesiony do godności arcybiskupiej.
28 grudnia 2000 r. zakończył pełnienie obowiązków w Radzie Wydawniczej i został ponownie mianowany arcybiskupem nowosybirskim i berdskim.  W 2011 r., po erygowaniu metropolii nowosybirskiej, został jej zwierzchnikiem, po czym otrzymał godność metropolity. W 2018 r. został przeniesiony na katedrę włodzimierską.
W 2024 r. odszedł w stan spoczynku w związku z ukończeniem 75 lat. Jako miejsce jego stałego pobytu Święty Synod wyznaczył Moskwę.